# یوهانی ولامو
یوهانی ولامو (انگلیسی: Juhani Vellamo; ۴ آوریل ۱۹۱۲ – ۲۲ مهٔ ۲۰۰۴) وزنه‌بردار اهل فنلاند بود.
وی در مسابقات کشوری و بین‌المللی در مجموع برندهٔ ۱ مدال برنز شده‌است.